# Batagur kachuga
Batagur kachuga là một loài rùa trong họ Emydidae. Loài này được Gray mô tả khoa học đầu tiên năm 1831.

## Hình ảnh

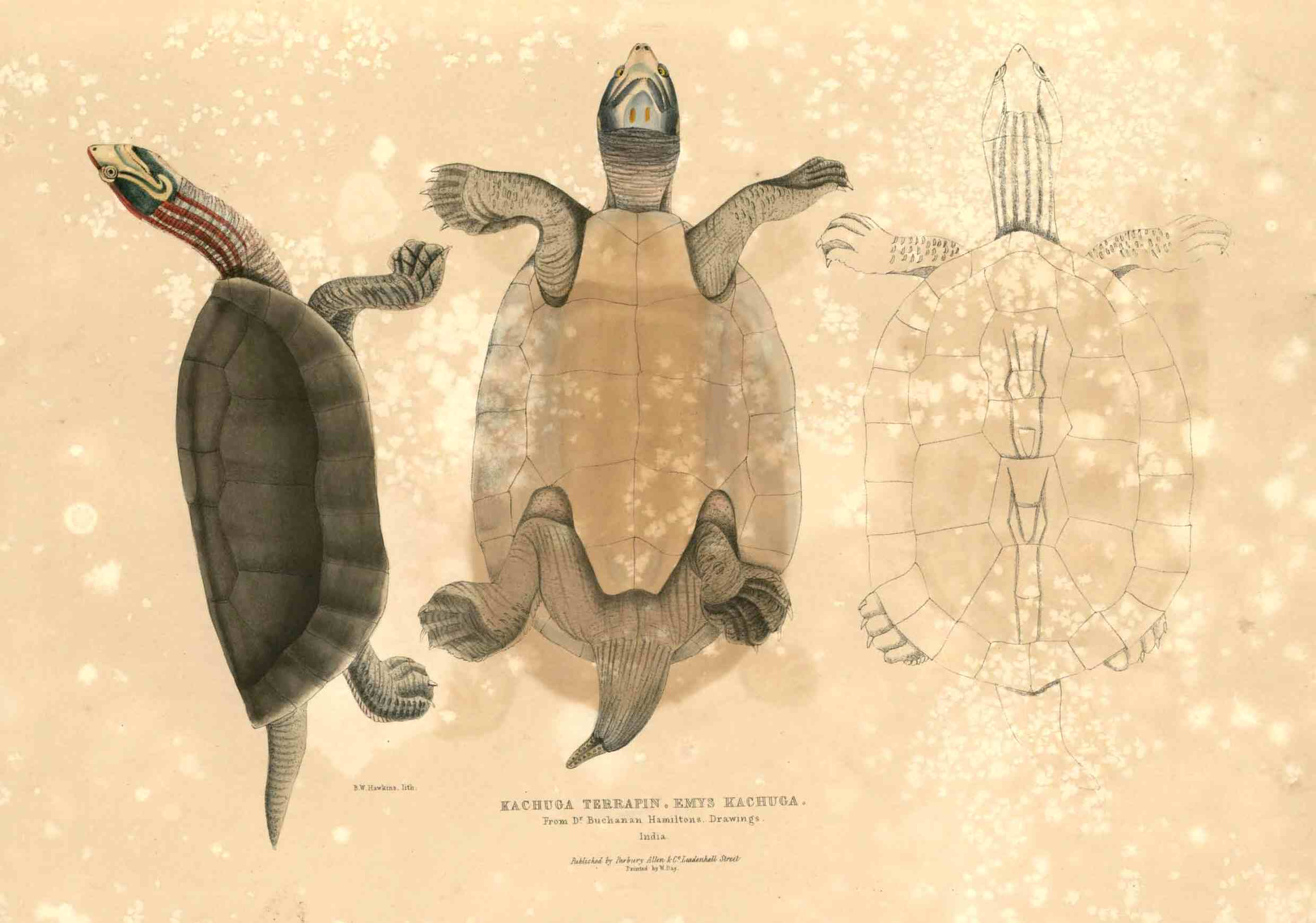